# Teorías de la conspiración sobre la Biblia
Una teoría de conspiración sobre la Biblia es cualquiera de las hipótesis que apoyan que lo que se sabe hoy en día del libro sagrado del cristianismo es una creación que suprime algunas antiguas verdades secretas.
Algunas de estas hipótesis proclaman que Jesús tuvo en realidad esposa e hijos, o que grupos como el Priorato de Sion tenían información sobre los verdaderos descendientes de Jesús; otras proponen la existencia de libros de censura relacionados con la Biblia, etc.
Este tema no debe ser confundido con las hipótesis conspirativas bíblicas de ficción aparecidas en novelas modernas, la más popular de las cuales es El código Da Vinci, libro que incorpora elementos conspirativos para dar mayor amplitud a su argumentación más que con la intención de sugerir verdaderas teorías basadas en hechos.

## Algunas hipótesis

### El mito de Jesús
Con la expresión «mito de Jesús» se hace referencia a la teoría según la cual la historia de Jesús de Nazaret, tal y como se relata en las fuentes cristianas, es en realidad un mito. Las semejanzas dogmáticas con religiones mistéricas demostraría que el cristianismo no es el resultado de una revelación divina, sino el producto de un sincretismo religioso. La mayoría de los estudiosos que sostienen esta teoría, aunque no todos, mantienen posiciones escépticas en cuanto a la historicidad de Jesús de Nazaret.

### Supresión por parte de la Iglesia del concepto de reencarnación
Miembros del movimiento Nueva Era consideran que Jesús enseñaba sobre la existencia de la reencarnación, pero la Iglesia católica habría suprimido este término de sus escritos y enseñanzas. Geddes MacGregor (1978) sugiere que los textos de Orígenes que apoyaban la creencia de la reencarnación desaparecieron o fueron suprimidos.

### Jesús, María Magdalena y el Santo Grial
Algunas hipótesis minoritarias son:
- María Magdalena fue uno de los doce apóstoles de Jesús, posiblemente incluso el único discípulo, pero esto fue suprimido en la Iglesia Primitiva.[3]
- Jesús tuvo una relación íntima con María Magdalena que pudo o no haber resultado en matrimonio y/o hijos; entonces se dice que su linaje continuo es el mayor secreto del cristianismo.[3]

## Lecturas
- Andrew, James (2003). EARS: Evidence of Alien contact Revealed in Scripture. IUniverse. ISBN 978-0-595-29757-3.
- Atwill, Joseph (2003). The roman origins of christianity. J. Atwill. ISBN 0-9740928-0-0.
- Atwill, Joseph (2005). Caesar's messiah: the roman conspiracy to invent Jesus. Berkeley, Calif.: Ulysses. ISBN 1-56975-457-8.
- Bushby, Tony (2001). The Bible fraud: an untold story of Jesus Christ. PacificBlue Group. ISBN 978-0-9579007-1-4.
- Cooke, Patrick (2005). The greatest deception: the Bible UFO connection. Oracle Research Publishing. ISBN 978-0-9724347-3-7.
- Doherty, Earl (2005). The Jesus puzzle: did christianity begin with a mythical Christ? Challenging the existence of an historical Jesus. Age of Reason Publications. ISBN 978-0-9689259-1-1.
- S, Acharya (1999). The Christ conspiracy: the greatest story ever sold. Adventures Unlimited Press. ISBN 978-0-932813-74-9.
- Harpur, Tom (2005). The pagan Christ: recovering the lost light. Toronto (Canadá): Thomas Allen Publishers. ISBN 0-88762-195-3.
- Phillips, Graham (2001). The Marian Conspiracy. Pan Books. ISBN 978-0-330-37202-2.
- Faber Kaiser, Andreas (1977). Jesus died in Kashmir: Jesus, Moses and the ten lost tribes of Israel. Gordon & Cremonesi. ISBN 978-0-86033-041-7.
- Thompson, Thomas L. (2005). The Messiah Myth: The Near Eastern roots of Jesus and David. Nueva York: Basic Books. ISBN 0-465-08577-6.
- Wells, G. A. (1999). The Jesus myth. Chicago: Open Court. ISBN 0-8126-9392-2.

- Datos: Q3290521